# Inhambupe
Inhambupe é um município brasileiro do estado da Bahia.

## Topônimo
"Inhambupe" é uma palavra proveniente da língua tupi, significando "no rio dos inhambus", através da junção de ïnã'bu, "inhambu",  'y , "água, rio" e pe, "em".

## História
O município foi instalado em 1728. De acordo com a tradição local, no final do século XIX, o místico Antônio Conselheiro passou pela cidade, antes da Guerra de Canudos.